# 美國政府停擺列表
《1974年預算法案》於1976年生效後，美國國會預算程序便有所修改，自此美國聯邦政府出現廿多次資金短缺。1980年前，資金短缺並不會令政府出現停擺，直至時任總統吉米·卡特徵詢司法部長班傑明·希維勒提有關資金短缺和反缺陷法的意見，希維勒提首次提出若國會拒絕通過撥款應使整個政府停止運作，之後希維勒提進一步提出政府停擺期間應容許緊急部門繼續運作。至今以來的停擺中僅10次令聯邦政府僱員被逼放無薪假。

## 歷史
美國國會預算程序於1976年正式執行以來，美國政府一共停擺過22次。在傑拉德·福特與吉米·卡特當政期間，美國一共出現了6次政府部分停擺，受影響的部門爲美國勞工部與衛生、教育及福利部。這幾次政府部分停擺持續時間從8天至18天不等，而導致停擺的主要原因則是對墮胎提供聯邦資金補助的爭議。至於羅納德·里根當政期間，美國一共出現了8次持續1至3天的政府完全停擺，這回的爭議則是環繞政府赤字而展開。在老布希治下也出現了相似的持續4天的政府完全停擺。
在比爾·克林頓當政時期，共和黨於1994年取得了國會的控制權，此後美國政府遭受了兩次分別持續5天和21天的完全停擺。而是次停擺的主要原因依然是赤字問題。
2018年共發生三次政府停擺，主要是時任總統唐納·川普（傾向支持保護主義）與國會（傾向反對保護主義）的爭拗造成，2019年川普決定動用紧急状态繞過國會以取得所需預算。
其中總統、參議院、眾議院政黨一致為民主黨者5次，一致為共和黨者3次。（因為美國的立法程序是經過眾議院、參議院再來是總統簽署，所以如果其中一個政黨屬性不同就很有可能導致預算未達通過門檻而發生停擺事件。）

## 列表
| 顏色標記 |
| -------- |
| 民主黨   |
| 共和黨   |

| 年份       | 開始日期 | 結束日期 | 持續天數 | 員工放無薪假 | 時任總統 | 參議院多數黨 | 議院多數黨 | 详细信息 |
| ---------- | -------- | -------- | -------- | ------------ | -------- | ------------ | ---------- | --- |
| 1976       | 9月30日  | 10月11日 | 12       | 否           | 福特     | 民主黨       | 民主黨     | 時任總統福特以支出超出控制爲由否決了向美國勞工部與卫生、教育及福利部提供資金的議案，導致政府部分關閉。10月1日，由民主黨控制的國會推翻了福特的決定，但直到10月11日解決政府其他部門資金短缺的持續決議案才正式成爲法律。 |
| 1977       | 9月30日  | 10月13日 | 14       | 否           | 卡特     | 民主黨       | 民主黨     | 民主黨控制的衆議院支持了「除非母親生命受到威脅，否則不以醫療補助支付人工流產費用」的禁令。與此同時，民主黨控制的參議院卻支持「以醫療補助支付由強姦或亂倫所致懷孕的人工流產」。兩院的分歧使得勞工部與卫生、教育及福利部出現了資金短缺的問題，導致政府部分關閉。爲爭取更多時間談判，兩院隨後達成一項提供資金至10月31日的臨時議案。 |
| 1977       | 10月31日 | 11月9日  | 10       | 否           | 卡特     | 民主黨       | 民主黨     | 早前的臨時議案失效。時任總統卡特簽署了另一份臨時協議。 |
| 1977       | 11月30日 | 12月9日  | 10       | 否           | 卡特     | 民主黨       | 民主黨     | 臨時議案再次失效。兩院最終同意以醫療補助支付由強姦或亂倫所致懷孕，以及母親生命受到威脅時的費用。 |
| 1978       | 9月30日  | 10月18日 | 19       | 否           | 卡特     | 民主黨       | 民主黨     | 卡特總統以浪費爲由否決了一項向公共工程撥款的議案，以及一項國防議案。卫生、教育及福利部再次因爲墮胎醫療補助的爭議出現資金問題。 |
| 1979       | 9月30日  | 10月12日 | 13       | 否           | 卡特     | 民主黨       | 民主黨     | 衆議院不顧參議院反對推行一項對國會議員及資深公務人員加薪5.5%的議案。衆議院亦試圖將墮胎醫療補助限制在僅當母親生命受到威脅的情況下。而參議院則要求繼續對強姦或亂倫所致懷孕的的補助。 |
| 1980       | 5月1日   | 5月1日   | 1        | 是           | 卡特     | 民主黨       | 民主黨     | 僅聯邦貿易委員會受影響。 |
| 1981       | 11月20日 | 11月23日 | 3        | 是           | 里根     | 共和黨       | 民主黨     | 時任總統里根稱其將否決任何不滿足他提出的84億美元減赤方案至少一半的議案。共和黨控制的參議院通過了一項符合其期望的議案，但民主黨控制的眾議院卻希望能夠減少更多國防赤字以及控制對國會議員及資深公務人員的加薪。最終，妥協而成的議案與里根的要求相差了20億美元，里根以此爲由否決了該議案並關閉了聯邦政府。隨後一項持續至12月15日的臨時議案給了國會足夠時間解決問題。 |
| 1982       | 9月30日  | 10月2日  | 3        | 否           | 里根     | 共和黨       | 民主黨     | 國會因聚餐推遲一天通過預算案。 |
| 1982       | 12月17日 | 12月21日 | 5        | 否           | 里根     | 共和黨       | 民主黨     | 民主黨控制的衆議院與共和黨控制的參議院希望增加公共建設投入以創造工作機會，但里根總統卻誓言否決任何相關議案。國會亦反對向和平守護者飛彈提供研發資金。政府停擺在國會放棄了其公共建設計劃後得以解決，但里根也被迫放棄了向和平守護者飛彈與潘興Ⅱ飛彈提供研發資金。里根也不得不同意了向法律服務公司提供資金的方案，以換得國會同意對以色列提供更多援助。 |
| 1983       | 11月10日 | 11月14日 | 4        | 否           | 里根     | 共和黨       | 民主黨     | 民主黨控制的衆議院試圖提升教育支出，同時減少國防與對外援助支出，這遭到了里根總統的反對。此後國會降低了其提升教育支出的要求，同時同意了對和平守護者飛彈研發的資金補助。但國防與對外援助支出最終得到削減，此外國會還成功的通過了對在聯邦野生動物保護區進行石油與天然氣租賃業務的禁令，以及不得以政府僱員健康保險支付墮胎費用（母親生命受到威脅除外）的議案。 |
| 1984       | 9月30日  | 10月3日  | 4        | 否           | 里根     | 共和黨       | 民主黨     | 國會希望預算案能涵蓋里根提出的犯罪打擊計劃以及國會提出的水利計劃，但後者遭到里根的反對。參議院亦試圖讓預算案包括一項旨在推翻高院對Grove City College v. Bell一案的判決的措施。里根同意在國會放棄其計劃的前提下放棄自己的打擊犯罪計劃。但雙方最終未能達成協議，僅通過了一項延長資金供應三日的臨時議案。 |
| 1984       | 10月3日  | 10月5日  | 3        | 是           | 里根     | 共和黨       | 民主黨     | 臨時議案失效，政府被迫停擺。國會放棄了前述的水利及民權計劃，而里根得以保留其犯罪打擊計劃。同時亦通過了對尼加拉瓜反政府武裝援助的議案。 |
| 1986       | 10月16日 | 10月18日 | 3        | 是           | 里根     | 共和黨       | 民主黨     | 民主黨控制的衆議院與里根在多項問題上產生分歧，共和黨控制的參議院強制讓政府關閉。衆議院放棄了其大部分要求以換取對其提出的福利計劃的支持，以及對出售國營聯合鐵路公司的讓步。 |
| 1987       | 12月18日 | 12月20日 | 3        | 否           | 里根     | 民主黨       | 民主黨     | 民主黨控制的參衆兩院反對向尼加拉瓜反政府武裝提供援助，同時要求美國聯邦通信委員會貫徹其“公平原則”。最終民主黨在“公平原則”問題上作出讓步，換取向尼加拉瓜反政府武裝僅提供非致命性援助。 |
| 1990       | 10月5日  | 10月9日  | 5        | 是           | 老布什   | 民主黨       | 民主黨     | 時任總統老布希誓言否決任何不包含減赤方案的持續決議案，其後國會的一項議案因此遭到否決，更導致政府停擺。最終國會通過了一項包含減赤方案的持續決議案。 |
| 1995       | 11月13日 | 11月19日 | 7        | 是           | 克林頓   | 共和黨       | 共和黨     | 時任總統克林頓否決了一項由共和黨控制的國會的議案。最終雙方通過了一項持續四周，保持原資金供應75%的臨時決議，克林頓並認可了一項長達七年的預算平衡方案。 |
| 1995－1996 | 12月15日 | 1月6日   | 21       | 是           | 克林頓   | 共和黨       | 共和黨     | 共和黨要求總統克林頓的七年預算平衡方案基於國會預算所提供數據，而非美國行政管理和預算局所提供的數據進行設計（後者給出的統計數據更爲樂觀），克林頓拒絕了這一要求。最終國會與克林頓在預算上取得了妥協。 |
| 2013       | 10月1日  | 10月17日 | 17       | 是           | 奧巴馬   | 民主黨       | 共和黨     | 由於未能對患者保護與平價醫療法案達成一致看法，美國政府無法按時通過預算議案。最終参众两院通过决议推迟政府债务上限最后期限并结束政府停摆。 |
| 2018       | 1月20日  | 1月22日  | 3        | 是           | 川普     | 共和黨       | 共和黨     | 共和黨與民主黨對長期預算分配談不攏，自2017年10月起，一直以臨時撥款的方式維持聯邦政府的運作。共和黨堅持為期4周的臨時撥款案，內容包括授權達6年的兒童健康保險計畫，以及推遲數項醫療保健稅。民主黨則呼籲撥款延長至1月23日，換取更多協商年輕無證移民「夢想生」法律地位，和加強邊境安全等議題的時間。共和黨控制的眾議院1月18日晚間以230對197票，先通過了支應聯邦政府運作至2月16日的臨時撥款議案，但在共和黨控制的參議院，共和黨拉不到足夠票數，無法避免聯邦政府熄燈的窘境。1月22日，参议院以81票多数决议结束联邦政府停摆状态，将预算案短暂延期到2018年2月8日。                                       |
| 2018       | 2月9日   | 2月9日   | 1        | 否           | 川普     | 共和黨       | 共和黨     | 2018年2月9日零时，由于两党无法在午夜前达成进一步的预算协议，美国政府出現了資金缺口。但是2月9日凌晨，国会两院通过了将预算案延期至2019年的妥协计划，得以在工作日開始時結束9小時名義上的政府停摆。 |
| 2018－2019 | 12月22日 | 1月25日  | 35       | 是           | 川普     | 共和黨       | 共和黨     | 12月20日，眾議院通過一項為政府提供資金至2019年2月8日及包含50億美元美墨築牆經費的臨時支出法案，然而前一天參議院則通過不含美墨築牆經費的臨時支出法案；總統川普表示不會簽署不含美墨築牆經費的臨時支出法案，其後兩黨未能取得共識，包含美墨築牆經費的臨時支出法案未能在參議院取得足夠票數，由此進入政府停擺的僵持局面。停擺期間，美國國會進入新會期，民主黨從共和黨手中取得眾議院控制權，爾後兩黨多次舉行談判。在參議院否決了兩個分別由共和、民主兩黨提出的撥款議案之後，總統於1月25日與民主黨達成臨時協議，讓政府運作至2月中，暫時結束停擺。其後總統川普透過宣布國家緊急狀態尋求取得美墨築牆經費。 |
| 2018－2019 | 12月22日 | 1月25日  | 35       | 是           | 川普     | 共和黨       | 民主黨     | 12月20日，眾議院通過一項為政府提供資金至2019年2月8日及包含50億美元美墨築牆經費的臨時支出法案，然而前一天參議院則通過不含美墨築牆經費的臨時支出法案；總統川普表示不會簽署不含美墨築牆經費的臨時支出法案，其後兩黨未能取得共識，包含美墨築牆經費的臨時支出法案未能在參議院取得足夠票數，由此進入政府停擺的僵持局面。停擺期間，美國國會進入新會期，民主黨從共和黨手中取得眾議院控制權，爾後兩黨多次舉行談判。在參議院否決了兩個分別由共和、民主兩黨提出的撥款議案之後，總統於1月25日與民主黨達成臨時協議，讓政府運作至2月中，暫時結束停擺。其後總統川普透過宣布國家緊急狀態尋求取得美墨築牆經費。 |

## 總結
| 任 | 總統                  | 停擺次數 | 总停擺日數 | 放無薪假日數 |
| -- | --------------------- | -------- | ---------- | ------------ |
| 38 | 杰拉尔德·福特         | 1        | 12         | 0            |
| 39 | 吉米·卡特             | 6        | 67         | 1            |
| 40 | 罗纳德·里根           | 8        | 5          | 5            |
| 41 | 乔治·赫伯特·沃克·布什 | 2        | 28         | 28           |
| 42 | 比尔·克林顿           | 2        | 28         | 28           |
| 44 | 贝拉克·奥巴马         | 1        | 17         | 17           |
| 45 | 唐納·川普             | 3        | 39         | 38           |

## 註解
1. ↑  2019年1月3日之前。
2. ↑  2019年1月3日開始。

## 外部連結
- A Timeline of U.S. Government shutowns （页面存档备份，存于）（Infogram）
- All 20 previous government shutdowns, explained （页面存档备份，存于）